# Сене, Моник
Моник Сене (фр. Monique Sené, род. 13 февраля 1936) — физик-ядерщик, одна из соучредителей Groupement des scientifiques pour l’information sur l’énergie nucléaire (GSIEN, дословно — «Группа учёных для информации по атомной энергетике») и её первый президент. По состоянию на март 2011 года она была почётным директором по исследованиям Национального центра научных исследований и президентом GSIEN. Она также является вице-президентом Научного комитета Национальной ассоциации местных информационных комитетов и комиссий (ANCCLI) и членом Высшего комитета ANCCLI по прозрачности и информации о ядерной безопасности.
Не будучи противником ядерной энергетики как таковой, Сене является ярым критиком французской программы ядерной энергетики из-за опасений по поводу её безопасности, обращения с ядерными отходами и её навязывания без публичного обсуждения. Она работала над физикой элементарных частиц в Политехнической школе во время основания GSIEN.
В 1998 году Доминик Вуане присвоила Моник Сене звание кавалера Национального ордена Почётного легиона за её деятельность в качестве активиста движения против ядерной энергетики.